# السودان في الألعاب الأولمبية
السودان في الألعاب الأولمبية تقوم اللجنة الأولمبية السودانية بالإشراف في شؤون مشاركات السودان في الألعاب الأولمبية، أول مشاركة للسودان في الألعاب الأولمبية كانت في دورة 1960 في روما في إيطاليا حيث شاركت بـ 10 رياضيين، ولم تتمكن السودان حتى إلا بالفوز بميدالية فضية واحدة كانت عن طريق العداء إسماعيل أحمد إسماعيل في سباق 800 متر في دورة 2008 في بكين، أكثر الرياضات التي تنافس فيها السودان هي ألعاب القوى وخصوصًا في سباقات المسافات الطويلة.